# Piltreven
Piltreven is een van de eilanden van de Lule-archipel in het noorden van de Botnische Golf. Het eiland hoort bij Zweden en ligt in de Rånefjärden 500 meter ten oosten van het eiland Laxögrundet. Het heeft geen oeververbinding. Er is enige bebouwing dienende tot noodcabines of zomerwoningen.
Ågrundet · Alskäret · Avasjögrundet · Fågelreven · Flakaskäret · Fliggen · Furuholmen · Grangrundet · Granholmen · Hällholmen · Kilsgrundet · Köpmanholmen · Långholmen · Laxön · Laxögrundet · Lill-Kilholmen · Lönngrundet · Piltreven · Rödbergsgrunden · Sandviksreven · Skärgrundet · Skärgrundsflagan · Stor-Kilholmen · Stor-Lönngrundet · Troppen · Yttre Sandgrundet